# Alessandro Bazzana
Alessandro Bazzana (né le 16 juillet 1984 à Alzano Lombardo) est un coureur cycliste italien, professionnel de 2007 à 2015.

## Biographie
Fin 2014, il prolonge son contrat avec la formation UnitedHealthcare.

## Palmarès
- 2005
  - 3e du Trofeo Banca Popolare di Vicenza
- 2006
  - 2e du Trophée Mario Zanchi
  - 2e du Mémorial Angelo Fumagalli
  - 3e de la Coppa Città di San Daniele
- 2010
  - 3e étape du Tour de Murrieta
  - 2e de l'Athens Twilight Criterium
  - 2e du Tour de Somerville
  - 3e du Sunny King Criterium
- 2012
  - 1re étape du Tour d'Autriche

## Classements mondiaux
| Année            | 2005 | 2006 | 2007 | 2008 | 2009 | 2010 | 2011 | 2012 | 2013 | 2014 | 2015 |
| ---------------- | ---- | ---- | ---- | ---- | ---- | ---- | ---- | ---- | ---- | ---- | ---- |
| UCI America Tour |      |      |      | 189e | 310e |      |      | 123e | 108e | 196e |      |
| UCI Asia Tour    |      |      |      |      |      |      | 174e |      |      |      | 429e |
| UCI Europe Tour  | 579e | 692e |      |      |      |      | 944e | 213e | 544e | 183e | 155e |